# Cannabis en los Países Bajos

Legalidad del cannabis en Europa
Legal para uso recreativo
Legal para uso medicinal
Ilegal

El cannabis en los Países Bajos es ilegal, pero está despenalizado para uso personal. Su consumo recreativo es tolerado y está permitido en las coffee shops.

## Historia

### Prohibición inicial
El cannabis fue penalizado por primera vez en los Países Bajos en 1953, después de que en 1928 se aprobaran leyes contra su importación y exportación. El cannabis fue prohibido algo antes en la colonia holandesa de Surinam, a principios del siglo XX,  y en las Indias Orientales Neerlandesas en 1927.
En 1972, el gobierno holandés dividió las drogas en categorías más y menos peligrosas, estando el cannabis en la categoría menor. En consecuencia, la posesión de 30 gramos o menos fue considerada un delito menor.

### Regulación de los coffe shops
El consumo y venta de cannabis está permitido para uso recreativo en las coffee shops desde 1976.  La posesión de hasta 5 gramos para uso personal está despenalizada, así como la de hasta 5 plantas de cannabis. La policía puede confiscar las drogas y plantas, sin embargo, si se cumplen estas condiciones su dueño no será procesado. Esta política no se aplica personas menores de 18 años, está prohibido por ley que los menores posean o compren drogas blandas.

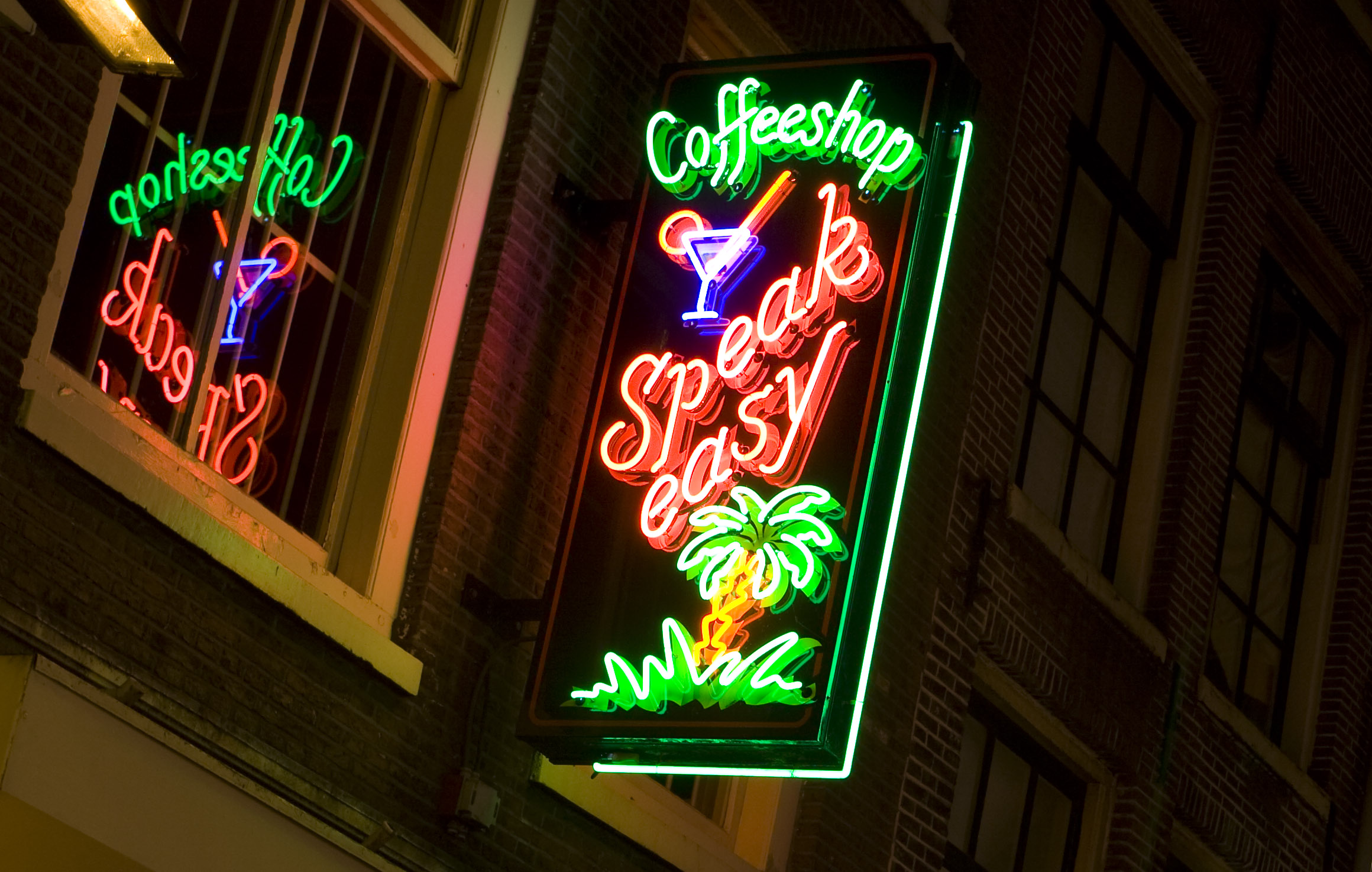
Cartel luminoso de una coffee shop en Ámsterdam.

Aunque se tolera la compraventa de derivados del cannabis en las coffee shops, la producción, el transporte y la posesión masiva de marihuana fuera de estas tiendas son ilegales. Tras la legalización y regulación de toda la cadena de suministro en otros países, algunas ciudades de los Países Bajos están participando en un proyecto piloto que utiliza cultivadores y probadores aprobados oficialmente y que incluye un etiquetado de la cantidad de tetrahidrocannabinol (THC).

## Marihuana medicinal
Desde 2003 existe un medicamento sujeto a prescripción médica, llamado "Mediwiet", disponible en las farmacias holandesas. En los Países Bajos existen cinco tipos diferentes de cannabis medicinal; el quinto contiene cannabidiol (CBD) y casi nada de tetrahidrocannabinol (THC).